# Vojňany
Vojňany é um município da Eslováquia, situado no distrito de Kežmarok, na região de Prešov. Tem 5,79 km² de área e sua população em 2018 foi estimada em 303 habitantes.

## Demografia
| Ano:        | 1994 | 2004    | 2014    | 2024   |
| ----------- | ---- | ------- | ------- | ------ |
| Broj ljudi: | 221  | 265     | 292     | 318    |
| Razlika:    |      | +19,90% | +10,18% | +8,90% |

| Ano:               | 2023 | 2024   |
| ------------------ | ---- | ------ |
| Número de pessoas: | 317  | 318    |
| Diferença:         |      | +0,31% |